# Wang Yu (Leichtathlet, 1994)
Wang Yu (chinesisch 王煜, Pinyin Wáng Yù; * 2. Februar 1994) ist ein chinesischer Leichtathlet, der sich auf den Sprint spezialisiert.

## Sportliche Laufbahn
Erste internationale Erfahrungen sammelte Wang Yu 2019 bei der Sommer-Universiade in Neapel, bei der er im 200-Meter-Lauf bis in das Halbfinale gelangte und dort mit 21,69 s ausschied. Zudem gewann er mit der chinesischen 4-mal-100-Meter-Staffel in 39,01 s die Silbermedaille hinter der japanischen Mannschaft.

## Persönliche Bestzeiten
- 100 Meter: 10,31 s (+1,5 m/s), 15. Juni 2018 in Guiyang
  - 60 Meter (Halle): 6,72 s, 27. Februar 2019 in Xi’an
- 200 Meter: 21,05 s (0,0 m/s), 17. April 2018 in Zhuzhou
  - 200 Meter (Halle): 21,92 s, 22. März 2014 in Peking